# Пшиборовиці (Любуське воєводство)
Пшиборовиці (пол. Przyborowice, нім. Zschiegern, 1937-1945: Schiegern) — село в Польщі, у гміні Ґубін Кросненського повіту Любуського воєводства.
Населення — 50 осіб (2011).
У 1975-1998 роках село належало до Зеленогурського воєводства.

## Демографія
Демографічна структура станом на 31 березня 2011 року:
|          | Загалом | Допрацездатний вік | Працездатний вік | Постпрацездатний вік |
| -------- | ------- | ------------------ | ---------------- | -------------------- |
| Чоловіки | 27      | 7                  | 20               | 0                    |
| Жінки    | 23      | 0                  | 17               | 6                    |
| Разом    | 50      | 7                  | 37               | 6                    |